# Saladillo (Zacatecas)
San José el Saladillo (también conocida como El Saladillo) es una localidad situada en el municipio de General Pánfilo Natera, en el estado de Zacatecas, México. Según el censo de 2020, tiene una población de 2959 habitantes.
Está ubicada a una altitud de 2038 metros sobre el nivel del mar.

## Geografía

### Clima
| Parámetros climáticos promedio de San José El Saladillo (2001–2016) | Parámetros climáticos promedio de San José El Saladillo (2001–2016) | Parámetros climáticos promedio de San José El Saladillo (2001–2016) | Parámetros climáticos promedio de San José El Saladillo (2001–2016) | Parámetros climáticos promedio de San José El Saladillo (2001–2016) | Parámetros climáticos promedio de San José El Saladillo (2001–2016) | Parámetros climáticos promedio de San José El Saladillo (2001–2016) | Parámetros climáticos promedio de San José El Saladillo (2001–2016) | Parámetros climáticos promedio de San José El Saladillo (2001–2016) | Parámetros climáticos promedio de San José El Saladillo (2001–2016) | Parámetros climáticos promedio de San José El Saladillo (2001–2016) | Parámetros climáticos promedio de San José El Saladillo (2001–2016) | Parámetros climáticos promedio de San José El Saladillo (2001–2016) | Parámetros climáticos promedio de San José El Saladillo (2001–2016) |
| Mes                                                                 | Ene.                                                                | Feb.                                                                | Mar.                                                                | Abr.                                                                | May.                                                                | Jun.                                                                | Jul.                                                                | Ago.                                                                | Sep.                                                                | Oct.                                                                | Nov.                                                                | Dic.                                                                | Anual                                                               |
| ------------------------------------------------------------------- | ------------------------------------------------------------------- | ------------------------------------------------------------------- | ------------------------------------------------------------------- | ------------------------------------------------------------------- | ------------------------------------------------------------------- | ------------------------------------------------------------------- | ------------------------------------------------------------------- | ------------------------------------------------------------------- | ------------------------------------------------------------------- | ------------------------------------------------------------------- | ------------------------------------------------------------------- | ------------------------------------------------------------------- | ------------------------------------------------------------------- |
| Temp. máx. abs. (°C)                                                | 30.0                                                                | 31.0                                                                | 36.0                                                                | 39.0                                                                | 36.5                                                                | 35.0                                                                | 33.0                                                                | 33.0                                                                | 33.0                                                                | 31.0                                                                | 30.0                                                                | 29.0                                                                | 39.0                                                                |
| Temp. máx. media (°C)                                               | 21.1                                                                | 23.8                                                                | 25.7                                                                | 29.1                                                                | 30.2                                                                | 28.7                                                                | 26.5                                                                | 26.8                                                                | 25.4                                                                | 25.3                                                                | 23.1                                                                | 21.9                                                                | 25.7                                                                |
| Temp. media (°C)                                                    | 10.1                                                                | 12.1                                                                | 14.1                                                                | 17.4                                                                | 19.4                                                                | 19.9                                                                | 18.7                                                                | 18.8                                                                | 17.9                                                                | 15.8                                                                | 12.4                                                                | 10.5                                                                | 15.7                                                                |
| Temp. mín. media (°C)                                               | -1.0                                                                | 0.5                                                                 | 2.5                                                                 | 5.7                                                                 | 8.7                                                                 | 11.1                                                                | 10.9                                                                | 10.7                                                                | 10.4                                                                | 6.3                                                                 | 1.7                                                                 | -0.9                                                                | 5.6                                                                 |
| Temp. mín. abs. (°C)                                                | -16.5                                                               | -11.0                                                               | -10.0                                                               | -5.0                                                                | -1.0                                                                | 3.0                                                                 | 4.0                                                                 | 4.0                                                                 | 3.0                                                                 | -6.0                                                                | -14.0                                                               | -14.0                                                               | −16.5                                                               |
| Precipitación total (mm)                                            | 11.1                                                                | 18.3                                                                | 15.0                                                                | 3.4                                                                 | 24.1                                                                | 70.4                                                                | 95.9                                                                | 60.0                                                                | 86.1                                                                | 27.7                                                                | 13.6                                                                | 9.2                                                                 | 434.8                                                               |
| Fuente: Servicio Meteorológico Nacional                             |                                                                     |                                                                     |                                                                     |                                                                     |                                                                     |                                                                     |                                                                     |                                                                     |                                                                     |                                                                     |                                                                     |                                                                     |                                                                     |